# Harisamudra, Tiptur
Harisamudra là một làng thuộc tehsil Tiptur, huyện Tumkur, bang Karnataka, Ấn Độ.